# 大吉洋平の毎日ヒルズ大吉白書
『大吉洋平の毎日ヒルズ大吉白書』（おおよしようへいのまいにちひるずだいきちはくしょ）は、2014年度のナイターオフ期間（2014年10月23日 - 2015年3月26日）にMBSラジオで毎週木曜日の20:00 - 21:50に放送された「茶屋町プレミアムナイト」第2部の番組。毎日放送本社（大阪市北区茶屋町）M館ラジオスタジオからの生放送で、同局アナウンサー・大吉洋平の冠番組である。

## 概要
海外での留学生活が長く、『ちちんぷいぷい』（MBSテレビ平日午後の情報番組）の海外取材企画「リアル世界くん」でリポーターを当時務めていた大吉が、テレビ・ラジオを通じて毎日放送への入社後初めてレギュラーで担当する冠番組。番組タイトルの「毎日ヒルズ大吉白書」は、海外留学へのきっかけになった『ビバリーヒルズ高校白書』（日本でも放送されていたアメリカの青春ドラマ）に由来する。
当番組では基本として、大吉だけで生放送を進行。「ノリは一流 人気は二流」と自称しながら、身辺に起きた出来事、過去の自分、将来の夢などを29歳（放送開始時点）なりの本音で語る。放送日によっては、大吉と縁の深い著名人や同僚のアナウンサー（たむらけんじや上泉雄一など）が「サプライズメッセージ」を寄せたり、大吉と親交のある外国人や同世代のお笑い芸人（「ミサイルマン」の西代洋や「女と男」の市川義一など）をスタジオに招いたりしている。
大吉は、「Lucky Beverly English School」（21:00前後に放送される英会話のワンポイントレッスンコーナー）で、"Professor Daikichi（ダイキチ教授）"と名乗りながら英語圏での生活・取材経験を基に日常会話で使える英語のフレーズを紹介。「Don't be nervous　be honest!」（21時台の悩み相談コーナー）では、相談の対象を自身より年下（29歳以下）のリスナーに絞ったうえで、放送や電話を通じてリスナーからの相談に応じている。
なお、当番組ではFacebook上に公式アカウントを開設。YouTube内のMBSラジオ公式チャンネルでは、「Lucky Beverly English School」の放送内容と連動したスピンオフ動画を、毎回の放送終了後に順次公開している。
ナイターオフ期間限定の番組であるため、2015年3月26日の放送で終了。大吉自身は、同年同月30日（月曜日）から2016年3月21日まで、MBSラジオの深夜番組『アキナ・大吉洋平の「週刊ヤングマンデー」』で引き続きパーソナリティを務めた。

## 出演者
- 大吉洋平（毎日放送アナウンサー）
  - 当番組では、『ビバリーヒルズ青春白書』の主人公の名称（ブランドン・ウォルシュ）にちなんで、「ダイキチ・ブランドン」とも自称[3]。放送中に流す楽曲の選択、楽曲紹介の原稿作成[4]、Facebook公式アカウント向けの記事作成[5]にも携わっている。
  - 前述の「リアル世界くん」で海外へ赴く場合も、木曜日の夜間に当番組の生放送へ出演できるように、取材や滞在のスケジュールを調整。当番組の公式サイトでは、「リアル世界くん」での取材中に滞在先で撮影した複数の写真を組み合わせた画像を、トップページに掲載している。
- 「寺坂ちゃん」（放送時点では20歳の女性AD）
  - 「Lucky Beverly English School」には生徒役で出演。本名は不詳だが、放送では"Miracle Terasaka（ミラクルテラサカ）"とも呼ばれている。
  - 当番組終了後は『上泉雄一のええなぁ!』でADを務める[6]。

## 放送時間
- 毎週木曜日 20:00 - 21:50（2014年10月23日　- 2015年3月26日）
  - 21:50からナイターオフ期間限定番組の『麻田キョウヤのあ〜まだ木曜日』を放送する関係で、火・水曜日の「茶屋町プレミアムナイト」第2部の番組より放送時間が10分ほど短かった。
  - 2014年10月30日には、『MBSベースボールパーク 日本シリーズ実況中継』として日本シリーズ第5戦・福岡ソフトバンクホークス対阪神タイガース戦（福岡 ヤフオク!ドームでのナイトゲーム）を中継した関係で、当番組を全編にわたって休止した。
  - 2014年12月31日（水曜日）の20:00 - 23:30には、『MBSラジオ 大晦日バラエティ カウントダウン直前までスペシャル～第2部～』として、『かみじょう大吉のブレイク白書!』（「茶屋町プレミアムナイト」の金曜日第2部『かみじょうたけしのブレイクしたいねんっ!』との合同特別番組）を編成。さらに、翌日（2015年1月1日）には、当番組を通常どおり放送した[7]。

## 主なコーナー
- 「Lucky Beverly English School」（2014年11月6日放送分の第2回から開始）[8]。
  - 英語圏（アメリカ・オーストラリア・シンガポール）への留学を経て、毎日放送への入社後に世界35か国以上の取材で英語の通訳を担当してきた大吉（Professor Daikichi）が、日常会話で使える英語のコツ（母語話者にも通じるワンフレーズ、ジョークを取り入れた表現、英語らしく聞こえる発音の裏技）をシチュエーション別に紹介。コーナータイトルは、『ビバリーヒルズ高校白書』に加えて、大吉の苗字が「最高の運勢」を意味することにもちなんでいる。
  - 当コーナーには、ADの寺坂（Miracle Terasaka）が「生徒」として出演。放送回によっては、英語を母語に使わない知人（外国人や若手芸人など）も、特徴や肩書などにちなんだ英語風の呼称[9]でレッスンに加わる。いずれの「生徒」も、放送後にはYouTube向けのスピンオフ動画「Professor Daikichi Presents Lucky Beverly English School」に登場する[8]。
  - スピンオフ動画では、大吉が手書きのフリップを持ちながら、放送で取り上げたワンフレーズを紹介。さらに、放送にも出演した「生徒」との間で、そのフレーズにまつわる寸劇風のやり取りを展開している。
- 「Don't be nervous　be honest!」
  - 大吉より年下（29歳以下）のリスナーだけを対象にした悩み相談コーナーで、どのような相談にも対応。コーナータイトルには、日本語で「緊張しないで、正直に言って」といった意味がある。相談の内容によっては、放送中に大吉が相談者へ電話を掛けたうえで、悩みを聞くこともある。
- 「奇跡は起こるものじゃなくて起こすもの」
  - LINEを使うリスナーからの投稿を通じて、LINE上で公開されている「ひとこと」（ユーザープロフィール内の「ひとこと」欄に投稿された短文のメッセージ）を紹介するコーナー。「寺坂ちゃん」が実際にLINEで公開中の「ひとこと」を、そのままコーナータイトルに用いている。

上記のコーナーの合間には、大吉自身が選んだ楽曲を随時放送。曲名・アーティスト名に加えて、大吉が「その曲を流すのにふさわしい」と考えるシチュエーションも紹介する。